# Turpion d’Angoulême
Turpion d’Angoulême (ur. ?, zm. 4 października 863) – pierwszy znany hrabia Angoulême.

## Życiorys
Turpion był synem Adalelme’a i bratem Bernarda i Eménona, hrabiów Poitiers. Jest pierwszym znanym hrabią Angoulême, którym został w 839 roku. Oprócz tego pełnił również funkcję biskupa Angoulême. Turpion zginął 4 października 863 roku podczas walki przeciwko Normanom.